# 烏尼斯

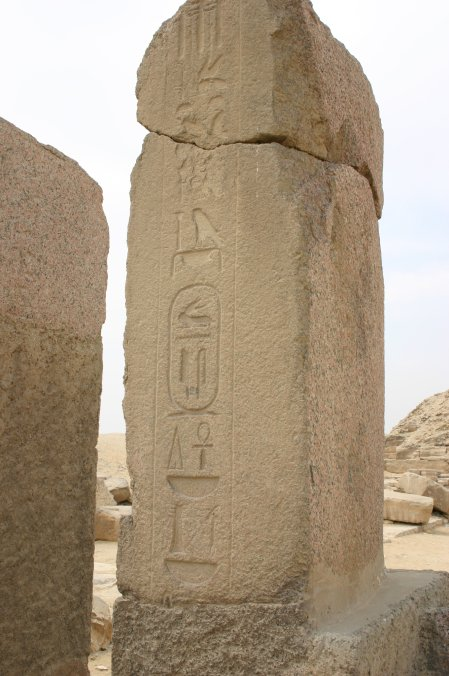
薩卡拉一塊石碑上刻有烏尼斯的名字

烏尼斯（Unis，或譯烏納斯，Unas）是古埃及第五王朝的最後一位法老王，大約在前24世紀間在位30年。他在位期間發生了一場戰爭和大饑饉，而後者更使古王國時期結束了黃金時代，開始衰落。
他的烏尼斯金字塔位於薩卡拉，是古王國時期建成的王家金字塔中最小的，不過內裡牆壁刻有現時已知最早的金字塔銘文。他有兩位王后：Khenut和Nebit。因王儲比他早死，所以王位由女婿（也有可能是兒子）特提繼承，特提開創了第六王朝。

## 外部連結
Unas, Last Ruler of the Fifth Dynasty（英文） （页面存档备份，存于）